# Simfonia núm. 3 (Schumann)
La Simfonia núm. 3 en mi bemoll major, op. 97, també coneguda com la Renana (relativa al Rin), és l'última simfonia composta per Robert Schumann, encara que no l'última publicada. Va ser composta del 2 de novembre al 9 de desembre de 1850 i estrenada el 6 de febrer de 1851 a Düsseldorf, dirigida pel mateix Schumann, i va ser rebuda amb crítiques diverses, "que van des de l'elogi sense qualificació fins al desconcert". No obstant això, segons A. Peter Brown, els membres del públic van aplaudir entre cada moviment, i especialment al final de l'obra, quan l'orquestra es va unir a ells per felicitar Schumann cridant "hurra!".

## Context biogràfic
Al llarg de la seva vida, Schumann va explorar una diversitat de gèneres musicals, incloent-hi música de cambra, vocal i simfònica. Tot i que Schumann va escriure una simfonia en sol menor incompleta ja entre 1832 i 1833 (de la qual el primer moviment es va interpretar en dues ocasions amb una recepció poc entusiasta), no va començar a compondre seriosament per al gènere simfònic fins després de rebre l'ànim de la seva esposa el 1839.
Schumann va obtenir un èxit ràpid com a compositor simfònic després del seu debut orquestral amb la seva Primera Simfonia, ben rebuda, composta el 1841 i estrenada a Leipzig sota la direcció de Felix Mendelssohn. L'obra que més tard es publicaria com la Quarta Simfonia també es va acabar el 1841. El 1845 va compondre la seva Simfonia en do major, que es va publicar el 1846 com a núm. 2, i, el 1850, la Tercera Simfonia. Al final de la seva carrera, Schumann havia compost un total de quatre simfonies.
La numeració publicada de les simfonies no és cronològica perquè la Quarta Simfonia de 1841 no va ser ben rebuda a la seva estrena a Leipzig⁣; Schumann va retirar la partitura i la va revisar deu anys més tard a Düsseldorf. Aquesta versió final es va publicar el 1851 després de la publicació de la Simfonia "Renana".

## Moviments[calcitació]

### 1r moviment
Curiosament, el ritme i les primeres notes de l'inici d'aquest moviment són molt semblants a l'inici del 1r moviment de la Simfonia núm. 3 de Brahms. El tema, el primer motiu que apareix, es reexposa durant tot el moviment i va afegint elements per intensificar la seva audició. La segona vegada que apareix, la melodia canvia l'interval ascendent de 4a. per un de 6a. i en la 3a. vegada, per seguir pujant en el llindar acústic, introdueix un cànon en la melodia, executat pel vent fusta. Posteriorment, el tema inicial es mescla amb altres motius simultanis que el van desgastant i alhora enriquint, mentre la música segueix buscant el punt culminant i la resolució de tot plegat.
No és fins a l'entrada majestuosa i sobtada dels vents metalls que arriba finalment aquesta culminació, seguida de la reexposició amb el to original. Tot i així, els dissenys continuen mostrant els temes i desenvolupaments anteriors fins que arriba la coda final on només apareix el cap del tema inicial, desgastat després de tot el moviment, i resol.

### 2n moviment
Està en do major, és a dir, allunyat 3 5es. en més respecte mi bemoll (la tonalitat original).

### 3r moviment
Està en la bemoll major, és a dir, allunyat 4 5es. en menys respecte al moviment anterior o 1 5a. en menys respecte la tonalitat original. El solo de clarinet de l'inici del moviment exposa el que serà el tema durant tot el moviment. Comparant-lo amb la trajectòria que marca el 2n moviment, mostra ja més introversió, denotada per un tempo més lent, la textura de melodia acompanyada i una nostàlgia present en tots els temes.

### 4t moviment
Està en mi bemoll menor, és a dir, allunyat 6 quintes en menys respecte al moviment anterior o 7 quintes en menys respecte la tonalitat original (el seu homònim menor). El 4t moviment fou criticat en múltiples ocasions i no és d'estranyar, ja que trenca amb el curs musical que els 3 primers moviments havien dut, conseqüència de la brutal introversió que tantes 5es en menys provoquen. El primer acord amb sforzando és la manera idònia de mostrar el dramatisme intern i intens que estarà present en tot el moviment. Les intervencions de vent metall del final del moviment preparen ja l'entrada del 5è.

### 5è moviment
Està en mi bemoll major, tonalitat original per concloure el cicle de la simfonia, i en el tema inicial conté part del motiu de metalls que apareixia al final del 4t moviment.

## Curiositats
Quan Schumann va preguntar a la seva muller Clara Wieck quina era la seva opinió sobre la simfonia, ella li respongué positivament respecte a tots els moviments excepte el 4t, del qual digué que estava fora de lloc, que no tenia relació amb els altres. Certament, nombrosos crítics van reprovar aquest 4t moviment malgrat que des del punt de vista de l'expressivitat és probablement el que millor exterioritzà el complex i profund intel·lecte de Schumann, assetjat per la bogeria.